# Cordillère Orientale (Équateur)
Pour les articles homonymes, voir Cordillère Orientale et Cordillère Centrale.
La cordillère Orientale, aussi appelée cordillère Real ou cordillère Centrale, en espagnol cordillera Oriental, cordillera Real ou cordillera Central, est une des deux branches de la cordillère des Andes en Équateur.

## Géographie
Elle se situe entre la cordillère Occidentale à l'ouest et l'Oriente à l'est. Elle se prolonge au nord par la cordillère Centrale en Colombie et au sud par la cordillère Occidentale au Pérou.